# Saikai
Saikai (jap. 西海市 Saikai-shi) ist eine kreisfreie Stadt der Präfektur Nagasaki auf der Insel Kyūshū in Japan.

## Geographie
Saikai liegt nördlich von Nagasaki auf der nördlichen Hälfte der Nishisonogi-Halbinsel. Im Norden befindet sich die Sasebo-Bucht, im Westen das Meeresgebiet Sumō-nada und im Osten die Ōmura-Bucht. Diese gehören zum Ostchinesischen Meer.

## Geschichte
Saikai-shi wurde am 1. April 2005 durch den Zusammenschluss der gleichnamigen kreisangehörigen Stadt, Saikai-chō (西海町), mit vier weiteren Kommunen aus dem Kreis West-Sonogi (Nishi-Sonogi-gun) gegründet.

## Verkehr
- Straßen:
  - Nationalstraßen 202, 206

## Angrenzende Städte und Gemeinden
- Nagasaki
- Sasebo

## Söhne und Töchter
- Peter Michiaki Nakamura (* 1962), römisch-katholischer Geistlicher, Erzbischof von Nagasaki

## Weblinks

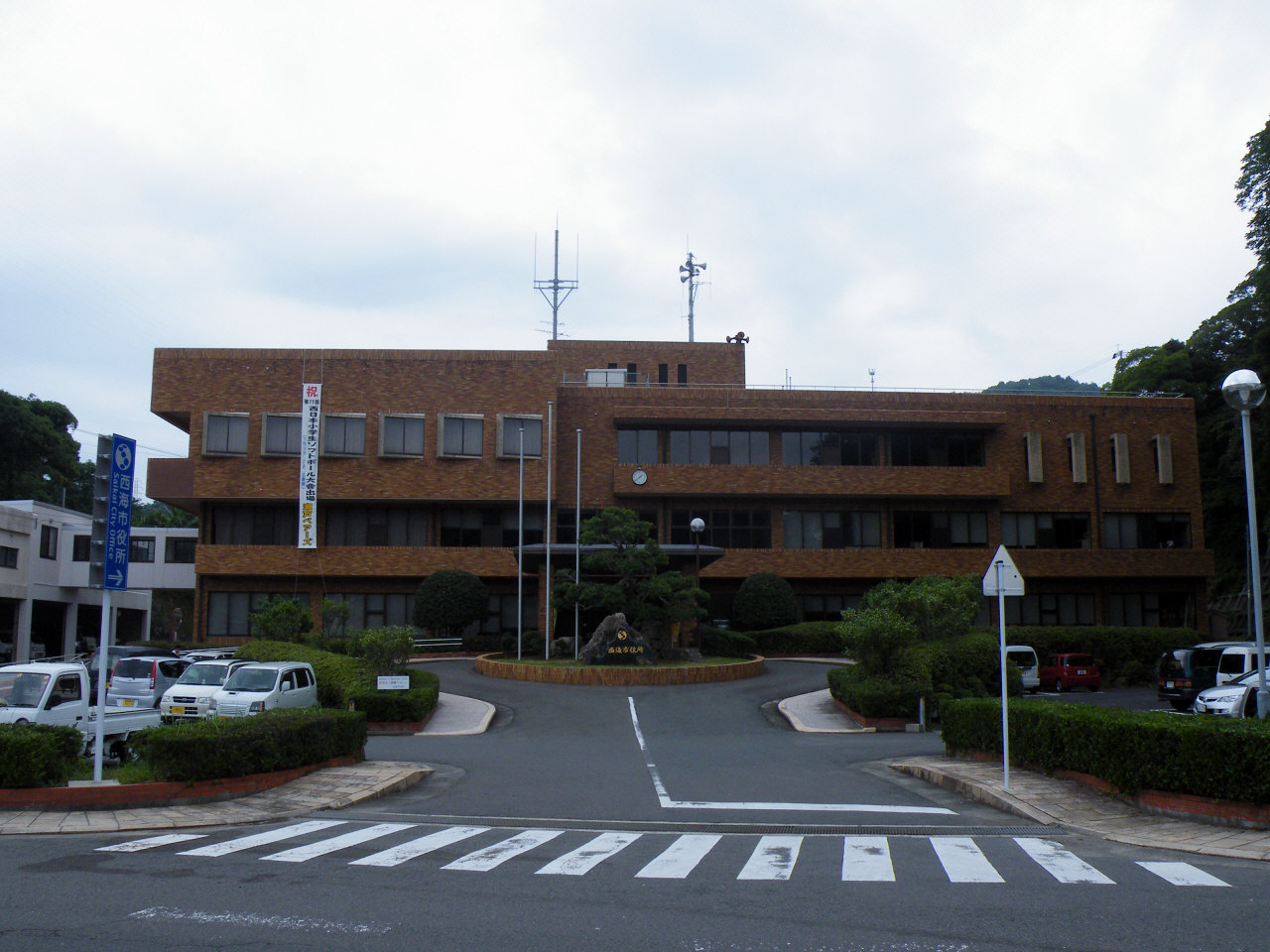
Rathaus von Saikai